# Камле
Камле (вьет. Cẩm Lệ) — район города Дананг, Вьетнам.

## География
Район Камле имеет границы:
- на востоке — с районом Нгуханьшон
- на западе и юге — с уездом Хоаванг.
- на севере — с уездами Льентьеу, Тханькхе и Хайтяу.

Площадь района 34 км² (2,63 % площади города), население 143 632 человека (9,6 % населения города), плотность населения достигает 4224 человек/км². Это единственный городской район Дананга, не имеющий выхода к морю.

## История
5 августа 2005 г. правительство издало Постановление 102/2005/NĐ-CP, которым создало район Камле из трёх общин уезда Хоаван (Хоафат, Хоатхо, Хоасуан) и квартала Кхюэчунг района Хайтяу.

## Административное деление

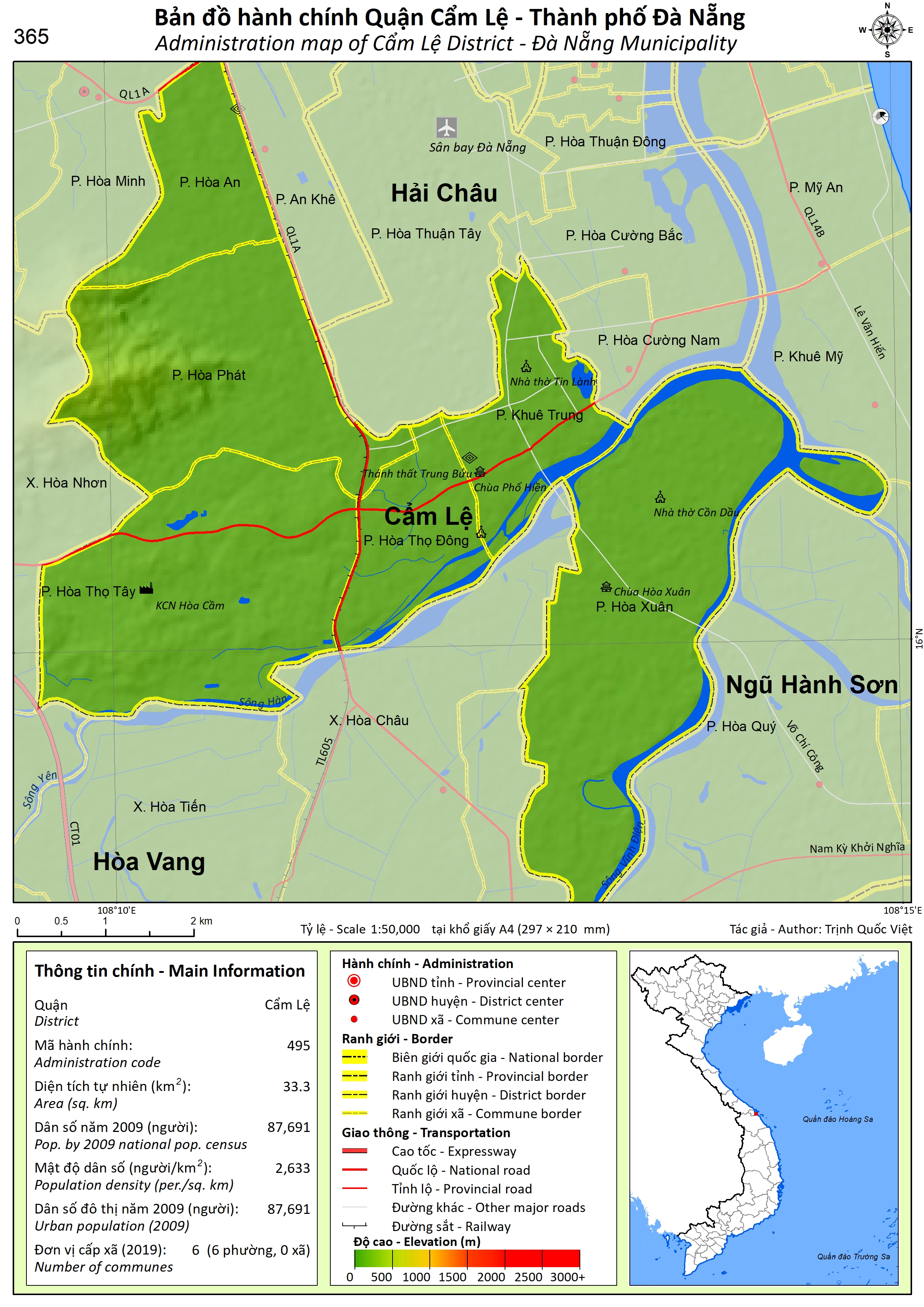
Административная карта района Камле

В районе Камле 6 городских кварталов: Хоаан, Хоафат, Хоатходонг, Хоатхотэй, Хоасуан и Кхюэчунг.

## Организации
В Камле расположены Университет иностранных языков и Данангский политехнический колледж, а также несколько больниц общего профиля и традиционной медицины.